# Bank of America Tower (Jacksonville)
Der Bank of America Tower ist ein 188 Meter hoher Wolkenkratzer in der Innenstadt von Jacksonville, Florida. Er war der Sitz der Barnett Bank und hieß ursprünglich Barnett Tower. Die Namen der Bank und des Gebäudes wurden 1997 geändert, weil die Barnett Group von der NationsBank gekauft wurde, die wiederum 1998 zur Bank of America fusionierte.
Seit der Fertigstellung im Jahr 1990 ist das 42 Stockwerke hohe Gebäude das höchste in Jacksonville und auch das höchste Gebäude zwischen Atlanta und Miami. Es wurde von dem deutsch-amerikanischen Architekten Helmut Jahn entworfen und besteht hauptsächlich aus Stahlbeton und Glas.